# Mimiptera fulvella
Mimiptera fulvella är en skalbaggsart som först beskrevs av Bates 1885. Mimiptera fulvella ingår i släktet Mimiptera och familjen långhorningar.
Artens utbredningsområde är:
- Costa Rica.
- Panama.

Inga underarter finns listade i Catalogue of Life.